# Bludov
Bludov (deutsch Blauda) ist eine Gemeinde in Tschechien. Sie liegt vier Kilometer südwestlich von Šumperk (Mährisch Schönberg) und gehört zum Okres Šumperk.

## Geographie
Bludov befindet sich nördlich der Müglitzer Furche (Mohelnická brázda) auf einer Anhöhe zwischen den Tälern der March und der Teß. Nördlich erhebt sich der Háj (Hegewald, 631 m), im Süden die Brousná (364 m). Der Ort erstreckt sich entlang des Baches Bludovský potok. Durch Bludov führt die Staatsstraße I/11 von Šumperk nach Červená Voda, von der im Ort die I/44 nach Zábřeh abzweigt.
Nachbarorte sind Hrabenov und Temenice im Norden, Zámeček und Šumperk im Nordosten, Třemešek, Králec und Dolní Studénky im Osten, Sudkov, Postřelmov und Bludovský Mlýn im Süden, Chromeč und Zborov im Westen sowie Bohutín und Radomilov im Nordwesten.

## Geschichte
Urkundlich wurde der Ort im Jahr 1200 erstmals erwähnt, vermutlich gegründet durch den Beamten des Markgrafen, „Blud z Bludova“. Diese Herren von Bludovec errichteten die hiesige Burg und im 13. Jahrhundert auch die Kirche des Hl. Georg. Im 14. Jahrhundert ging der Besitz an die mährischen Markgrafen über, im 15. Jahrhundert an die Herren von Kunstadt, von Waldstein und schließlich die Tunkl von Brníčko. Unter deren Herrschaft wurden in der Gegend künstliche Deiche errichtet.
Zu einem raschen Wechsel der Besitzer kam es im 16. Jahrhundert. Im 17. Jahrhundert bekamen es nach der Schlacht am Weißen Berg die Liechtenstein-Kastelkorn zugesprochen, die hier ein zweiflügeliges Schloss errichteten. Im 18. Jahrhundert kauften die Žerotíns den Ort, den sie bis 1934, dem Tod des letzten Adeligen des Geschlechts, Karel Emanuel hielten. Zum Ende des 18. Jahrhunderts entstand die Ansiedlung Neudorf, die später mit Blauda zusammenwuchs. Heute gehört das Schloss wieder Nachfahren der Familie Zierotin.
Der Ort war ein rein tschechischer Ort, der im 19. Jahrhundert zum Zentrum der nationalen Bewegung in der Gegend von Mährisch Schönberg heranwuchs. Im rein landwirtschaftlich geprägten Dorf, siedelte sich Industrie an und 1929 legte Zdeněk Pospišil Grundstein für hiesige Kureinrichtungen.
Im Ort befand sich über Generationen die Mühle der Familie Habermann. Der letzte Besitzer, August Habermann, wurde 1945 von Tschechen ermordet, seine jüdische Frau vertrieben. Die Geschichte der Familie ist Grundlage des Buches Habermanns Mühle des Autors Josef Urban. Die Geschichte wurde 2009 von Juraj Herz verfilmt und gewann 2010 den ersten Preis des Jewish World Film Festival.

## Gemeindegliederung
Für die Gemeinde Bludov sind keine Ortsteile ausgewiesen. Zu Bludov gehört die Ortslage Zámeček (Blaudahöfel).

## Persönlichkeiten

### Im Ort geboren
- Adolf Kašpar (1877–1934), tschechischer Maler und Illustrator
- František Josef von Žerotín
- August Habermann

### Sonstige
- Karl der Ältere von Žerotín (1564–1636) ist in der hiesigen Familiengruft beigesetzt.

## Sehenswürdigkeiten

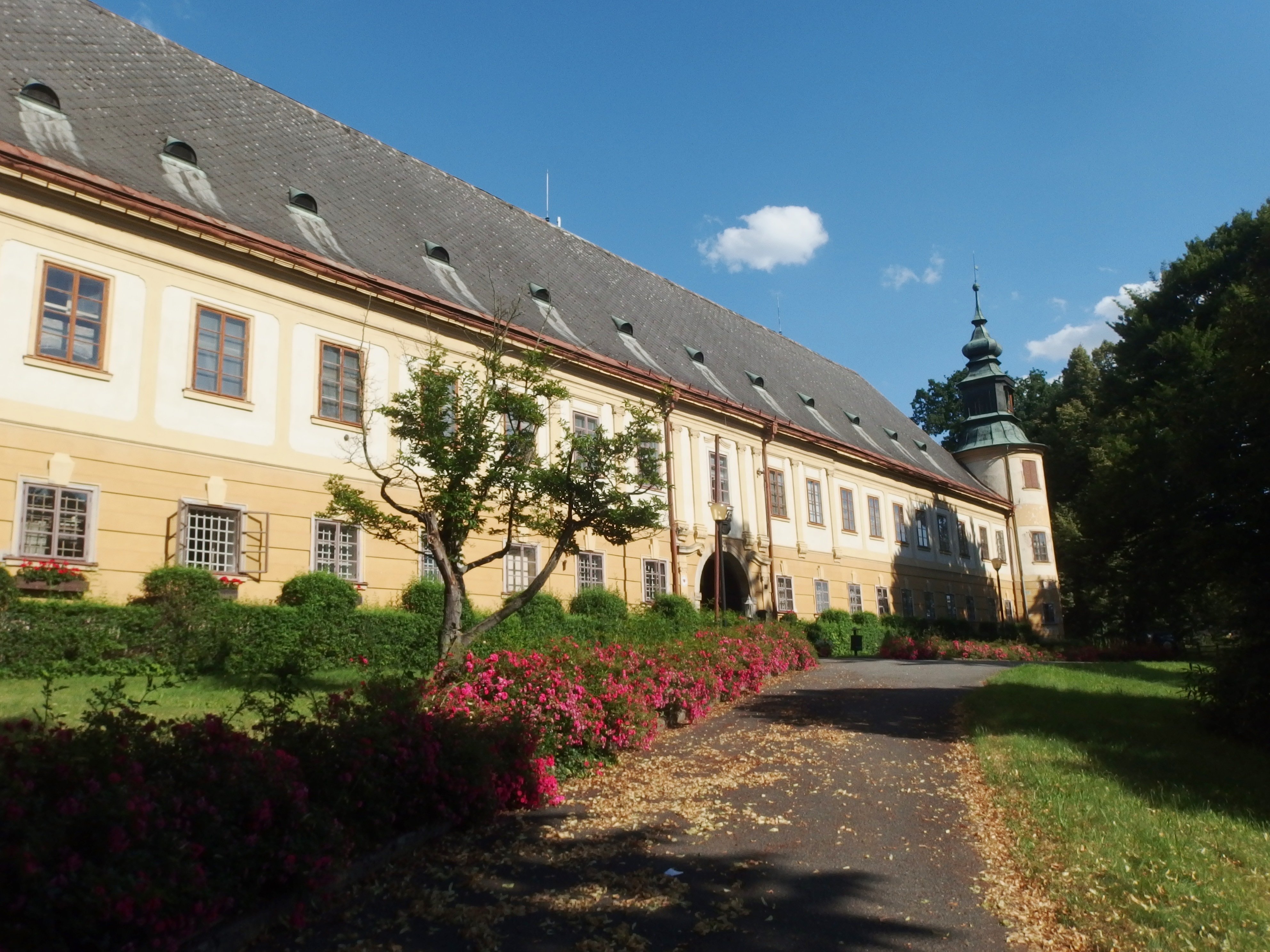
Schloss Bludov

- Schloss Bludov mit Schlosspark
- Burg Bludov
- Volksarchitektur